# كريس كولينز (لاعب كرة قدم)
كريس كولينز (بالإنجليزية: Chris Collins)‏ (8 مارس 1956 في الولايات المتحدة - ) هو لاعب كرة قدم أمريكي في مركز الوسط. لعب مع دالاس تورنايدو وويتشاتا وينغز ‏.

## وصلات خارجية
- كريس كولينز على موقع قاعدة بيانات كرة القدم.إي يو (الإنجليزية)